# Каркабуей
Каркабуей (ісп. Carcabuey) — муніципалітет в Іспанії, у складі автономної спільноти Андалусія, у провінції Кордова. Населення — 2685 осіб (2010).
Муніципалітет розташований на відстані близько 340 км на південь від Мадрида, 65 км на південний схід від Кордови.
На території муніципалітету розташовані такі населені пункти: (дані про населення за 2010 рік)
- Альгар: 111 осіб
- Бернабе: 28 осіб
- Каркабуей: 2508 осіб
- Фуенте-Дура: 3 особи
- Лос-Лопес: 8 осіб
- Ель-Портасго: 27 осіб

## Демографія
Динаміка населення (INE ):

## Галерея зображень

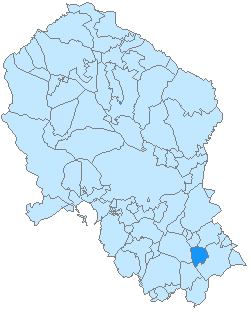
Розташування муніципалітету у провінції Кордова